# Cam Spencer
Pour les articles homonymes, voir Cam et Spencer.
Cameron Spencer, né le  6 avril 2000 à Davidsonville dans le Maryland, est un joueur américain de basket-ball évoluant aux postes de meneur et d'arrière. Il mesure 1,90 m.

## Biographie
Il est le petit frère de Pat Spencer, également joueur professionnel de basket-ball.

### Carrière universitaire
Entre 2019 et 2022, il joue pour les Greyhounds (en) à l'Université Loyola du Maryland.
Entre 2022 et 2023, il joue pour les Scarlet Knights de Rutgers à l'université Rutgers.
Entre 2023 et 2024, il joue pour les Huskies du Connecticut à l'université du Connecticut.

### Carrière professionnelle
En juillet 2024, il signe un contrat two-way avec les Grizzlies de Memphis. Son contrat two-way est converti en contrat standard en juillet 2025.

## Palmarès

### Universitaire
- NCAA champion (2024)
- First-team All-Big East (2024)
- First-team All-Patriot League (2022)
- First-team Academic All-American (2024)

## Statistiques

### Universitaires
| Saison    | Équipe      | Matchs | Titul. | Min./m | % Tir | % 3pts | % LF | Rbds/m. | Pass/m. | Int/m. | Ctr/m. | Pts/m. |
| --------- | ----------- | ------ | ------ | ------ | ----- | ------ | ---- | ------- | ------- | ------ | ------ | ------ |
| 2019-2020 | Loyola (en) | 23     | 9      | 28,0   | 49,1  | 43,6   | 85,7 | 3,43    | 3,13    | 0,35   | 0,04   | 10,04  |
| 2020-2021 | Loyola      | 5      | 3      | 25,6   | 42,5  | 46,7   | 76,9 | 4,40    | 3,00    | 1,00   | 0,20   | 10,20  |
| 2021-2022 | Loyola      | 30     | 30     | 37,0   | 46,8  | 35,3   | 85,8 | 4,80    | 3,17    | 2,27   | 0,23   | 18,87  |
| 2022-2023 | Rutgers     | 34     | 32     | 31,5   | 44,4  | 43,4   | 89,4 | 3,82    | 3,09    | 2,03   | 0,12   | 13,18  |
| 2023-2024 | Connecticut | 40     | 40     | 32,8   | 48,4  | 44,0   | 91,1 | 4,85    | 3,62    | 1,48   | 0,25   | 14,32  |
| Carrière  | Carrière    | 132    | 114    | 32,3   | 46,8  | 41,7   | 87,8 | 4,31    | 3,27    | 1,58   | 0,17   | 14,16  |